# Zienziewatka
Zienziewatka (ros. Зензеватка) – wieś w Rosji, w obwodzie wołgogradzkim, w rejonie olchowskim. W 2010 liczyła 1531 mieszkańców.